# Église Saint-Luc de Paris
Pour les articles homonymes, voir Église Saint-Luc.
L'église Saint-Luc est une église paroissiale catholique du 19e arrondissement de Paris, située 80 rue de l'Ourcq, construite à la fin du XXe siècle.

## Histoire
L'église est consacrée le 6 juin 1999 par le Cardinal Lustiger dans le quartier de la Villette alors en pleine rénovation.
Elle située non loin de la Croix de l'Évangile.

## Architecture
La façade de l'église possède la particularité d'être en verre et aluminium. Trois cloches : Anne, Françoise et Raphaëlle sont placées dans sa partie supérieure.

## Accès
Ce site est desservi par la station de métro Crimée de la ligne 7 et par la ligne E du RER à la gare Rosa-Parks où un cheminement piétonnier direct, côté  sud, via les rues Henri-Verneuil et Colette-Magny, permet d'accéder à l'église par le passage Wattieaux.